# Poklonnik
Poklonnik (russisk: Поклонник, da: Beundreren) er en russisk spillefilm fra 1999 instrueret af Nikolaj Igorevitj Lebedev.

## Medvirkende
- Marina Tjerepukhina - Lena
- Jelena Safonova - Aleksandra Mikhajlovna
- Sergej Garmasj - Oleg Viktorovitj
- Nina Usatova - Irina Sergejevna
- Boris Sjjerbakov
- Konstantin Khabenskij